# El Porvenir, Tecolutla
El Porvenir är en ort i Mexiko.   Den ligger i kommunen Tecolutla och delstaten Veracruz, i den sydöstra delen av landet, 230 km öster om huvudstaden Mexico City. El Porvenir ligger 47 meter över havet och antalet invånare är 147.
Terrängen runt El Porvenir är huvudsakligen platt, men västerut är den kuperad. Runt El Porvenir är det ganska tätbefolkat, med 222 invånare per kvadratkilometer. Närmaste större samhälle är Gutiérrez Zamora, 17,5 km norr om El Porvenir. Omgivningarna runt El Porvenir är en mosaik av jordbruksmark och naturlig växtlighet.